# Secret Honor
Secret Honor (ang. Secret Honor)	– amerykański dramat historyczny z 1984 r. w reżyserii Roberta Altmana.

## Obsada
- Philip Baker Hall